# Hosanna - Renascer Praise 21
Hosana é 21° álbum ao vivo da banda brasileira Renascer Praise, lançado em 6 de setembro de 2019 pela gravadora Universal Music. O CD e DVD foi gravado na Renascer Arena, antigo Ginásio da Portuguesa, na noite do dia 29 de Setembro de 2018. Contém as participações especiais de Praise United a futura geração do Renascer Praise o filho da Bispa Sônia Hernandes e do Apóstolo Estevam Hernandes, o Rapper Asaph Hernandes, e Paula Mattos.

## Faixas

### Digital
| Nº | Titulo                         | Duração | Compositor                                                                   |
| -- | ------------------------------ | ------- | ---------------------------------------------------------------------------- |
| 01 | "Abertura"                     | 2:29    | Ronaldo Gomes                                                                |
| 02 | "Mais Elevado"                 | 4:18    | Oseas Silva / Elyas Vianna                                                   |
| 03 | "Só Ele É"                     | 4:27    | Elyas Vianna                                                                 |
| 04 | "Santo Espírito (Holy Spirit)" | 6:57    | Bryan Torwalt / Katie Torwalt - versão de Laura Souguellis                   |
| 05 | "Ousado Amor (Reckless Love)"  | 5:32    | Ran Jackson / Cory Asbury / Caleb Culver - versão de Isaias Saad / Emi Sousa |
| 06 | "Hosana"                       | 5:49    | Elyas Vianna                                                                 |
| 07 | "Encontrei o Meu Lugar"        | 6:20    | Oseas Silva / Estevam Hernandes / Sônia Hernandes                            |
| 08 | "Palavra Apóstolo Estevam"     | 6:54    | Estevam Hernandes                                                            |
| 09 | "Me Incendeia"                 | 4:51    | Oseas Silva                                                                  |
| 10 | "Renovo"                       | 5:36    | Léo Marxx / Vânia Marxx / Ronaldo Gomes                                      |
| 11 | "Restaura"                     | 4:01    | Silmara Nogueira / Paula Mattos / Giuliana Motta                             |
| 12 | "Entrega"                      | 5:34    | Silmara Nogueira / Paula Mattos / Giuliana Motta                             |
| 13 | "Eu Estou Determinado"         | 5:04    | Estevam Hernandes / Oseas Silva / Sônia Hernandes                            |
| 14 | "Livre"                        | 6:00    | Elyas Vianna                                                                 |
| 15 | "Deixa o Céu Descer"           | 5:51    | Estevam Hernandes / Elyas Vianna                                             |

### Videoclipe
| Nº | Titulo                        | Duração | Compositor                                                                   |
| -- | ----------------------------- | ------- | ---------------------------------------------------------------------------- |
| 02 | "Mais Elevado"                | 4:15    | Oseas Silva / Elyas Vianna                                                   |
| 03 | "Só Ele É"                    | 4:23    | Elyas Vianna                                                                 |
| 04 | "Me Incendeia"                | 4:50    | Oseas Silva                                                                  |
| 05 | "Livre"                       | 5:51    | Elyas Vianna                                                                 |
| 06 | "Renovo"                      | 5:36    | Léo Marxx / Vânia Marxx / Ronaldo Gomes                                      |
| 07 | "Eu Estou Determinado"        | 5:02    | Estevam Hernandes / Oseas Silva / Sônia Hernandes                            |
| 08 | "Palavra Apóstolo Estevam"    | 6:52    | Estevam Hernandes                                                            |
| 09 | "Hosana"                      | 5:49    | Elyas Vianna                                                                 |
| 10 | "Deixa o Céu Descer"          | 5:45    | Estevam Hernandes / Elyas Vianna                                             |
| 11 | "Entrega"                     | 5:37    | Silmara Nogueira / Paula Mattos / Giuliana Motta                             |
| 12 | "Restaura"                    | 4:01    | Silmara Nogueira / Paula Mattos / Giuliana Motta                             |
| 13 | "Encontrei o Meu Lugar"       | 6:25    | Oseas Silva / Estevam Hernandes / Sônia Hernandes                            |
| 14 | "Ousado Amor (Reckless Love)" | 5:33    | Ran Jackson / Cory Asbury / Caleb Culver - versão de Isaias Saad / Emi Sousa |

### Ficha Tecnica
- Produção: Oseas Silva / Elyas Vianna / Edras Galo / Léo Marx
- Estúdio de Gravação: Estúdio 12 (São Paulo) por Luciano Marciano
- Editação e Finalização: Rede Gospel de Televisão (São Paulo) por Marrash Bastos
- Produção Executiva: Bispa Sônia Hernandes / Bispa Fernanda Hernandes / Apóstolo Estevam Hernandes / Ronaldo Gomes
- Banda: Bispa Sônia Hernandes (Voz) / Oseas Silva (Voz) / Elyas Vianna (Voz e Violão) / Vânia Marx (Voz) / Léo Marx (Voz) / Marcelo Aguiar (Voz) / Barbara Amorim (Voz) / Mirian Lopes (Voz) / Leandro Luis (Voz) / Thais Carvalho (Voz) / Raissa Barboza (Voz) / Vagner Reis (Voz) / / Deio Tambasco (Voz e Guitarra) / Esdras Gallo (Saxofone) / Chiquinho (Trompete) / Ferreyrinha (Trombone) / Joabe Reis (Trombone) / Azeitona (Trompete) / Alexandre Fininho (Bateria) / Luan Wesley (Teclado) / Ronaldo Gomes (Teclado) / Samuel Salgado (Teclado) / Ted Furtado (Baixo) / Cacau Santos (Guitarra)
- Convidados: Paula Mattos (Voz) / Gabriel Asaph Hernandes (Voz)
- Gravadora / Destribuidora: Universal Music Internacional
- Direção Geral: Apóstolo Estevam Hernandes
- Cenário: Universal Music Internacional
- Arte & Design: Agência VB Creations
- Direção de Video: Marrash Bastos
- Gerente A&R: Renata Cenízio
- Direção A&R: Miguel Cariello